# Нікола Янев
Нікола Янев (болг. Никола Иванов Янев; нар. 14 серпня 1888 Кукуш, Османська імперія — пом. 6 червня 1921 Софія) — болгарський просвітник, письменник та журналіст.

## Біографія
Народився 14 серпня 1888 у місті Кукуш, Османська імперія, тепер Кілкіс, Греція. У 1906 році закінчив Солунську болгарську чоловічу гімназію. Потім вивчав слов'янську філологію в Софійському університеті. У 1909 вперше був опублікований в газеті болг. «Балканска трибуна». Розвиває освітню діяльність в Кукуші. Працював журналістом. Він співпрацював з журналами «Наблюдател», «Наш живот», «Искра», «Златорог», газетами «Пряпорец» та «Родина». Деякий час працював редактором поліграфічного департаменту при Міністерстві закордонних справ. У 1914 році редагував журнал «Звено». Був досить успішним балетристом, але, на жаль, він помер дуже рано. У період з 1917 по 1920 рік був секретарем консульства в Женеві.
Помер 6 червня 1921 року. У 1930 році його віршова збірка «Любов» була посмертно опублікована з передмовою Антона Страшимірова.